# Dusona canadensis
Dusona canadensis là một loài tò vò trong họ Ichneumonidae.